# Miles Fitzalan-Howard
Miles Francis Stapleton Fitzalan-Howard, 17e duc de Norfolk (21 juillet 1915 - 24 juin 2002) est un pair et un général de l'armée britannique. Il est le fils aîné de Bernard Fitzalan-Howard, et de son épouse Mona Stapleton. En 1975, il hérite du duché de Norfolk de son cousin Bernard Fitzalan-Howard, faisant de lui le premier duc de la pairie d'Angleterre.

## Carrière militaire
Formé à Ampleforth College et à Christ Church, Oxford, Miles Fitzalan-Howard est officier comme sous-lieutenant dans l'armée territoriale en tant que candidat à l'université le 3 juillet 1936 et est par la suite officier au même rang dans le Grenadier Guards le 27 août 1937, avec ancienneté du 30 janvier 1936. Il a été promu lieutenant le 30 janvier 1939 et capitaine le 30 janvier 1944.
En avril 1944, en tant que major temporaire pendant la Seconde Guerre mondiale, il reçoit la croix militaire pour la reconnaissance des routes minées. Il est à l'époque à pied et sous le feu de l'ennemi. Il est cité dans sa nécrologie dans The Independent comme disant: « N'importe qui peut être le duc de Norfolk, mais je suis plutôt fier de cette médaille. »
Fitzalan-Howard est promu au grade substantif de major le 30 janvier 1949. Promu lieutenant-colonel le 28 février 1955, il est nommé chef de la mission britannique auprès des forces soviétiques en Allemagne en 1957 et reçoit une promotion au grade de colonel le 24 avril 1958. Il est nommé commandeur de l'ordre de l'Empire britannique (CBE), Division militaire, dans les honneurs du Nouvel An 1960.
En 1961, il est nommé commandant de la 70e brigade (King's African Rifles et Kenya Regiment), juste avant l'indépendance du Kenya. Promu brigadier le 1er janvier 1963, il est officier général commandant le 1re division le 5 novembre, avec le grade de général de division provisoire. Il est confirmé au grade effectif de major-général en février 1964, avec effet rétroactif au 5 novembre et avec ancienneté à compter du 10 avril 1963.
Après avoir quitté son commandement le 5 novembre 1965, il devient directeur de la gestion et du renseignement de soutien au ministère de la Défense le 6 janvier 1966 et est nommé compagnon de l'ordre du Bain (CB) dans les honneurs de l'anniversaire de la reine de 1966. Il est nommé directeur des services de renseignement au ministère de la Défense le 29 juillet. Il renonce à ce poste le 18 septembre de l'année suivante et prend sa retraite le même jour, après 31 ans de service.

## Titres
Le duc hérite de la baronnie de Beaumont de sa mère, la 11e baronne, en 1971, et de la baronnie Howard de Glossop de son père, le 3e baron, en 1972.
Quand il est Lord Beaumont, il hérite du duché de Norfolk de son cousin éloigné, le 16e duc de Norfolk, en 1975 et ajoute le nom de jeune fille de Stapleton de sa mère avant le sien cette année-là. Il hérite également des postes de grand officier de comte-maréchal, qui est rattaché au duché de Norfolk, devenant ainsi responsable des occasions d'État. Il est, en vertu de ce poste, le juge héréditaire de la Cour de chevalerie et chef du College of Arms, responsable de l'héraldique en Angleterre et au Pays de Galles ainsi que dans d'autres parties du Commonwealth telles que l'Australie et la Nouvelle-Zélande.
Les ducs de Norfolk sont restés catholiques romains malgré la Réforme. Le duc, en tant que pair catholique du Royaume-Uni, représente la reine aux installations du Jean-Paul Ier et du pape Jean-Paul II et aux funérailles du pape Jean-Paul Ier. Le 17e duc est le patron de nombreuses œuvres de bienfaisance catholiques, notamment la Catholic Building Society.

## Vie privée
Il épouse Anne Mary Teresa Constable-Maxwell en 1949. Ils ont deux fils et trois filles :
- Tessa Mary Isabel Fitzalan-Howard (née le 20 septembre 1950), épouse Roderick Balfour, 5e comte de Balfour, et ont quatre filles, dont l'une est la dramaturge, Lady Kinvara Balfour (en)[3] ;
- Carina Mary Gabrielle Fitzalan-Howard (née le 20 février 1952), épouse David Frost ;
- Marcia Mary Josephine Fitzalan-Howard (née le 10 mars 1953), mieux connue sous le nom d'actrice Marsha Fitzalan, épouse Patrick Ryecart (mariage dissous) ;
- Edward Fitzalan-Howard, 18e duc de Norfolk (né le 2 décembre 1956), épouse Georgina Susan Gore ;
- Gerald Bernard Fitzalan-Howard (né le 13 juin 1962), épouse Emma Roberts. Il réside avec sa famille à Carlton Towers depuis 1991.

Le duc vit dans la paroisse de Hambleden jusqu'à sa mort le 24 juin 2002. Il est enterré à la chapelle Fitzalan sur le terrain ouest du château d'Arundel. Un service commémoratif a lieu à la cathédrale de Westminster, célébré par le cardinal archevêque de Westminster, en présence de la princesse Alexandra de Kent représentant la reine et du maréchal Lord Bramall représentant le duc d'Édimbourg.